# Pelophylax bergeri
Pelophylax bergeri es una especie de anfibio anuro perteneciente a la familia Ranidae.

## Distribución geográfica
Es originaria de la isla de Córcega (Francia) y la península itálica al sur de Génova y Rimini, y en las islas de Elba y Sicilia (Italia). Se ha introducido en la isla de Cerdeña y probablemente en el Reino Unido. Se encuentra en altitudes por debajo de 1800 m.

## Publicación original
- Engelmann, Fritzsche, Günther & Obst, 1986 : Lurche und Kriechtiere Europas, Stuttgart, Ferdinand Enke.